# Агдаг (Гёйгёль)
«Агдаг» (ранее известный как «Ханлар») — посёлок в административной единице Гёйгёльского района Азербайджанской Республики. Наименование посёлка было изменено на «Агдаг» согласно Решению № 1190-VQ от 12 июня 2018 года Национального Собрания Азербайджана, в результате чего он включен в состав административной территории города Гёйгёль в Гёйгёльском районе.